# 瑞澂
瑞 澂（ずい ちょう）は、清朝後半の政治家で、最後の湖広総督。満洲八旗正黄旗、黒龍江将軍であったボルジギン氏の恭鏜（グンタン）の子として北京で生まれた。内閣大学士であるキシャンは祖父にあたる。字は莘儒、号は心如。

## 生涯
瑞澂は10代の頃、労子喬・岑春煊と並び「京城三悪少（首都の三大悪ガキ）」と呼称された。貢生の蔭位を得た後、刑部の筆帖式に任ぜられ、主事、後に戸部員外郎に昇格した。
1906年、瑞澂は江西省九江の道台に任命された。その後上海路の道員に異動となり、他国との交渉を担当。在任中、瑞澂は管轄内での阿片取締を行う警察部設立を行った。
1908年、瑞澂は江西按察使に赴任するも、すぐに江蘇布政使に昇進した。瑞澂は蘇州・松江・太倉・杭州・嘉興・湖州の六郷青翔総督府に赴任。外国製の軍艦を購入して沿岸警備隊を編成し、太湖一帯の水賊と山賊頭の夏竹・林声を逮捕した。
宣統元年（1909年）、両江総督端方は、病気を理由に辞任を懇願し、清朝側に慰留されていた。朝廷は端方を重用し、江蘇省巡撫に昇進するよう勧めた。瑞澂は巡撫の在任中、役人の政権を明確化、軍規律の修正、警察強化などを行い、その手腕を戴季陶に称賛された。瑞澂は同時に、張謇などの立憲運動首脳陣や載澤などの権力のある大臣と良好な関係を維持し、名声を得た。
1910年、清朝は瑞澂の功績を称え、湖広総督に昇進させた。定年を過ぎても居座る巡警道の馮啓鈞と勧業道の鄒履和を弾劾。更に、湖南で飢餓が発生すると祭酒の王先謙・主事の葉徳輝・道員の孔憲穀らによる光緒新政を阻止、彼らは清朝により処罰された。
10月、錫良と18省の総督が連名で軍機処に電文を打電、議会を迅速に開き、責任内閣を設立するよう要求した。当時、清朝は欽定憲法大綱制定準備を進めていたが、瑞澂は、全ての警察・教育・諮問機関・裁判所・検察も慶親王内閣に支配されると危惧していた。張謇の世代などの著名人は親族の載澤の力もあり、その権力は南洋大臣と北洋大臣を上回っていた。
1911年、四川総督に転属した端方をライバル視した瑞澂は川漢線建設を提案、総責任者に任命された。やがて四川保路運動の台頭すると、瑞澂は新軍第八鎮張彪の助言を採用して湖北軍を四川と湖北の省境に派遣、四川への進軍を準備した。
10月9日、漢口ロシア租界の警察は武漢革命派の拠点を発見し、党の名簿を押収、多数の軍人が列挙されていた。ロシアは清政府に情報を引き渡した。湖北布政司の陳樹屏は、公共の秩序を確保するために名簿の破壊を勧めた。総督邸顧問張梅生ら32人が逮捕され、彭楚藩・劉復基・楊宏勝の3名を斬首刑に処した。
翌日に武昌起義が勃発すると、瑞澂は武昌を放棄して逃亡。清朝は瑞澂を総督から解任した。陸軍大臣の廕昌が、薩鎮氷率いる軍艦と程允和ら船員を救助するよう瑞澂に命令したが、瑞澂は命令を無視。漢口から蕪湖・九江を経由し、上海に逃亡した。清朝がこの逃亡行為を処罰すると噂が広まると、瑞澂は日本に亡命した。
1912年中華民国が設立、宣統帝が退位すると、瑞澂は上海に戻って4年間居住し、1915年に病没した。